# جوان دو
جوان دو (بالإنجليزية: Joanne Dow) هي منافسة ألعاب القوى أمريكية، ولدت في 19 مارس 1964.

## وصلات خارجية
- جوان دو على موقع الاتحاد الدولي لألعاب القوى (الإنجليزية)
- جوان دو على موقع أوليمبيديا (الإنجليزية)
- جوان دو على موقع اللجنة الأولمبية والبارالمبية الأمريكية (الإنجليزية)